# Breddorf
Breddorf er en kommune i Samtgemeinde Tarmstedt med knap 1.100 indbyggere (2013). Den ligger i den vestlige del af Landkreis Rotenburg (Wümme), i den nordlige del af den tyske delstat Niedersachsen. Samtgemeindens administration ligger i byen Tarmstedt.

## Geografi
Ud over hovedbyen Breddorf hører den tidligere selvstændige kommune Hanstedt, og bebyggelserne Breddorfermoor og Ehebrock til kommunen.
I kommunen ligger naturschutzgebietet „Swatte Flag“, som ligger i nærheden af Hepstedt und Rhade.